# Akoestische basgitaar

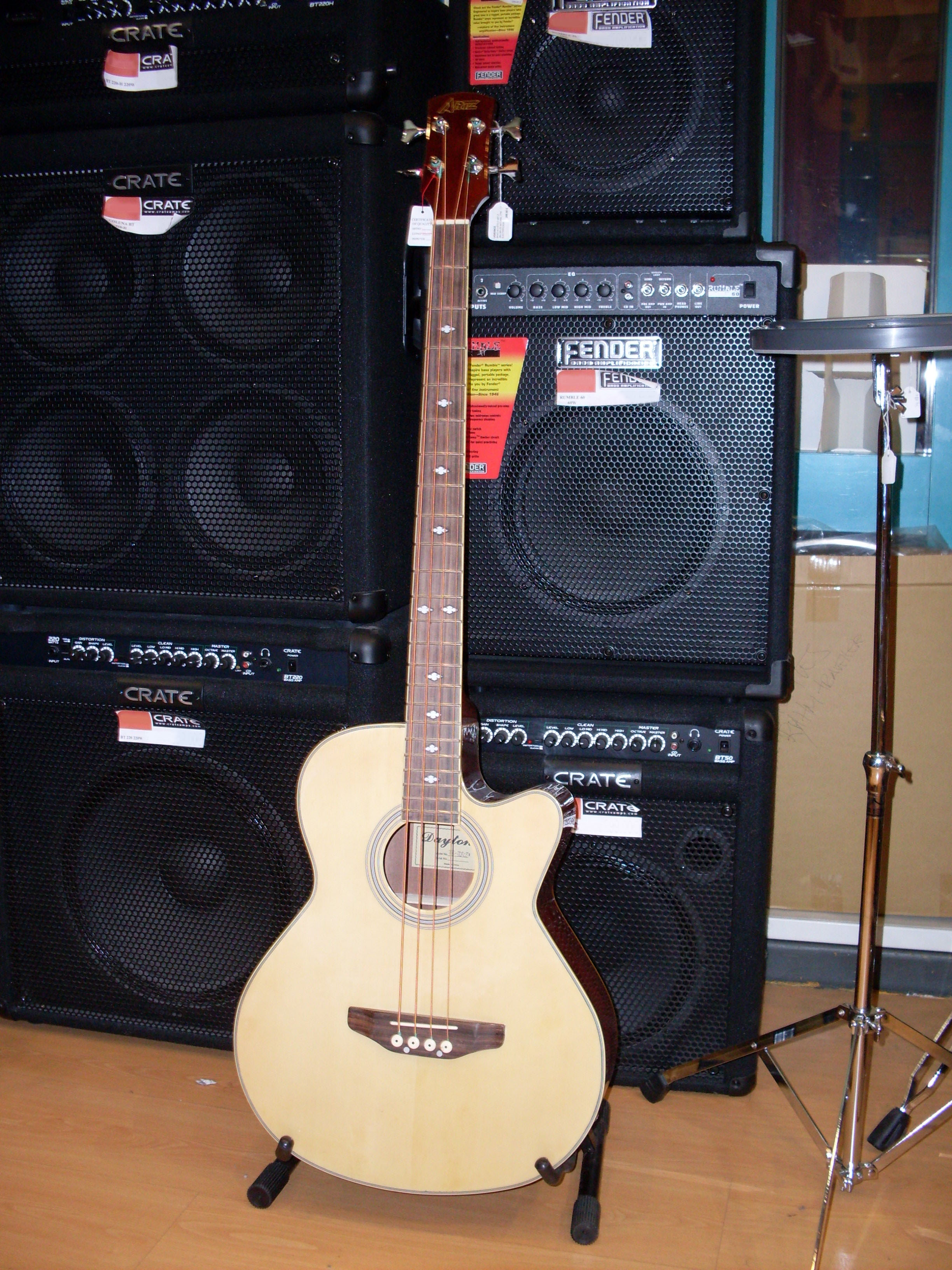
Een akoestische basgitaar

De akoestische basgitaar is een basgitaar met een klankkast. Hij lijkt op een akoestische gitaar maar is wat groter. Hij heeft doorgaans vier snaren, net als een elektrische basgitaar of een contrabas. De stemming is E-A-D-G, een octaaf lager dan de laagste vier snaren van de gitaar. Dit is dezelfde stemming als die van als een elektrische basgitaar.
Omdat een akoestische basgitaar zonder versterker zelfs in een ensemble met uitsluitend akoestische instrumenten slecht hoorbaar is, hebben de meeste akoestische basgitaren een element – magnetisch, piëzo-elektrisch, of beide – zodat ze kunnen worden versterkt.
In traditionele Mexicaanse muziek worden verschillende soorten akoestische basgitaren gebruikt, zoals de gitarron, een zeer grote zessnarige akoestische basgitaar met een diepe klankkast die in mariachi-orkesten wordt gebruikt, de león die met een plectrum wordt bespeeld, en de bajo sexto met zes paar snaren.

## Geschiedenis
De eerste akoestische basgitaar zou in de jaren vijftig zijn ontwikkeld door Kay uit Chicago, maar het ontwerp lijkt nooit in productie te zijn genomen.

In de jaren zestig raakte Ernie Ball geïnteresseerd. Ball wilde voor basgitaristen een instrument bouwen dat meer akoestisch klonk en dat zo beter bij de akoestische gitaar paste. "Als er elektrische basgitaren zijn die bij elektrische gitaren passen", meende Ball "dan zou je akoestische basgitaren moeten hebben die bij akoestische gitaren passen." Het instrument dat volgens Ball het dichtst bij een akoestische basgitaar in de buurt kwam was de Mexicaanse gitarron "dus kocht ik er een in Tijuana en rommelde daar mee."
Ball werkte samen met George Fullerton, een voormalige werknemer van Fender. Ze ontwikkelden de Earthwood akoestische basgitaar, die in 1972 uitkwam. De productie kende veel problemen en werd in 1974 gestaakt. Een paar jaar later werd de productie hervat onder verantwoordelijkheid van Balls werknemer Dan Norton, maar in 1985 werd de productie definitief beëindigd. Anders dan de huidig akoestische basgitaren was de Earthwood tamelijk groot en diep waardoor hij meer volume had, vooral in de lage registers. Het instrument werd weinig gebruikt bij akoestische optredens en het bedrijf van Ball omschrijft zijn ontwerp als "een te vroeg geboren idee". Eind jaren tachtig werden akoestische basgitaren gebruikt bij optredens in het televisieprogramma MTV Unplugged. De Earthwood werd toen echter al snel verdrongen door de AB-40 van Washburn, die was ontworpen door Mick Donner en Richard Siegle. De AB-40 en de goedkopere AB-20 werden de favoriete instrumenten voor basgitaristen die in Unplugged optraden.
De akoestische basgitaar werd al vroeg gebruikt door de Engelse multi-instrumentalist en componist Mike Oldfield, die in de jaren zeventig een exemplaar liet bouwen door de instrumentbouwer Tony Zemaitis. Oldfield gebruikte deze basgitaar op een aantal van zijn opnamen, met name op het album Ommadawn (1975). Brian Ritchie van de Amerikaanse groep Violent Femmes was ook een vroege gebruiker.

## Constructie en stemming
Anders dan de elektrische basgitaar, die meestal een solid body-instrument is, heeft de akoestische basgitaar een klankkast, vergelijkbaar met die van een akoestische gitaar met stalen snaren. Meestal is hij wel iets groter. Akoestische basgitaren hebben doorgaans frets, maar een aanzienlijk aantal is fretloos. Er bestaan ook exemplaren met semi-frets, maar die zijn zeldzaam.
De akoestische basgitaar heeft doorgaans vier snaren, die E-A-D-G zijn gestemd, een octaaf lager dan de laagste vier snaren van de gitaar. Net als bij de elektrische basgitaar het geval is, komen ook modellen met vijf snaren voor, maar deze zijn minder gebruikelijk. Deels komt dit doordat de klankkast van een akoestische basgitaar te klein is om een acceptabel volume te produceren bij noten op een lage B-snaar. Een oplossing hiervoor is om met de vijfde snaar het bereik naar boven uit te breiden (E-A-D-G-C), in plaats van een lage "B" toe te voegen. Een andere oplossing is om versterking te gebruiken om de noten van de lage B-snaar hoorbaar te maken.

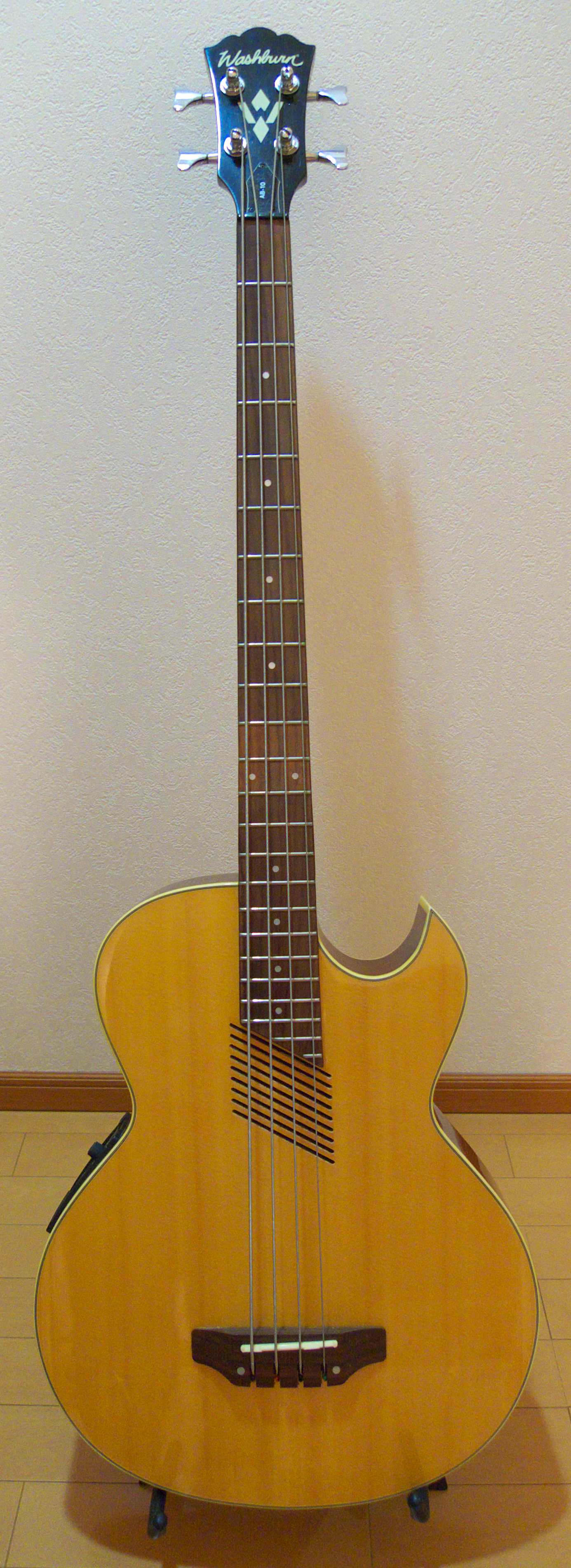
Washburn AB-10

Er bestaan ook semiakoestische modellen, die uitgerust zijn met elementen, bedoeld om te worden aangesloten op een versterker. De klankkast van deze instrumenten is niet groot genoeg om het geluid te versterken; hij is meer ontworpen om een specifiek geluid te genereren dat vervolgens wordt versterkt – vergelijkbaar met semiakoestische gitaren. Semiakoestische basgitaren, zoals de vioolvormige basgitaar van Höfner die beroemd is geworden doordat Paul McCartney deze bespeelde in de begintijd van The Beatles, en diverse Fendermodellen, worden doorgaans niet beschouwd als akoestische basgitaren, maar eerder als elektrische basgitaren met een holle kast. Er bestaan ook semiakoestische basgitaren zoals de modellen uit de A-serie van Godin die versterkt een klank voortbrengen tussen een akoestische basgitaar en een contrabas in, en die worden gebruikt om een contrabas na te bootsen wanneer het om praktische redenen – bijvoorbeeld transport – niet mogelijk is om een contrabas te gebruiken.
Net zoals bij semiakoestische gitaren is de grens tussen met elementen uitgeruste akoestische instrumenten en elektrische instrumenten met klankkasten die de toon verbeteren soms moeilijk te trekken, met name omdat sommige instrumenten ook kunnen worden voorzien van diverse elementen zoals piëzo-elementen, standaard voor akoestisch-elektrische instrumenten, en synth-elementen waarmee virtuele contrabasklanken kunnen worden aangestuurd zodat een semiakoestische basgitaar veel meer als een contrabas kan klinken.

Saga Musical Instruments bouwt een viersnarige basversie van de resonatorgitaar onder de merknaam Regal.

## Fabrikanten
Akoestische basgitaren worden gebouwd door onder andere:
- Alvarez
- Ibanez
- Cort
- Dean
- Epiphone,
- Fender
- Gibson
- Godin
- Martin
- Tacoma
- Takamine
- Washburn

## Mexicaanse basgitaren

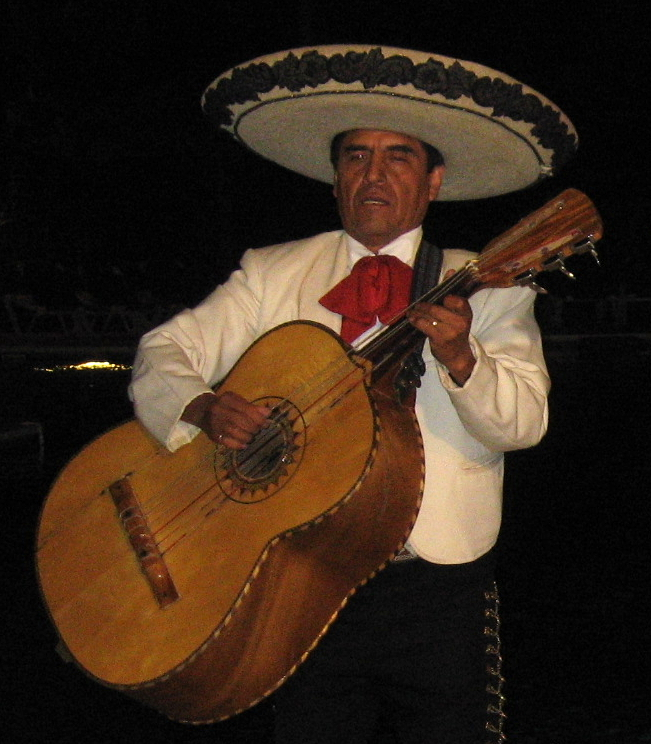
De gitarron, een Mexicaanse akoestische basgitaar

In traditionele Mexicaanse muziek komen verschillende akoestische basgitaren voor. De bajo sexto, met zes paar snaren, lijkt op een 12-snarige gitaar die een octaaf lager is gestemd. Hij wordt in de tex-mexmuziek gebruikt. De gitarron is een grote zessnarige basgitaar uit Mexico, met een diepe klankkast. Hij wordt in mariachiorkesten gebruikt.
In Latijns-Amerika bestaan nog andere akoestische basgitaren, bijvoorbeeld de bordonua.